# David Solé
David Solé Valls, es un exjugador de baloncesto español, que ocupaba la posición de base. Nació el 14 de octubre de 1968, en Badalona, Barcelona. Su carrera deportiva se inicia en las categorías inferiores del Joventut de Badalona, juega en el primer equipo del Joventut durante una temporada. Después jugaría en el Magia de Huesca, donde demuestra ser un director de juego serio., jugando durante 6 años, y siendo el base titular del equipo. Aunque con buena visión de juego, le gustaba mirar al aro. Después jugaría durante 4 temporadas en el Caja San Fernando, donde conseguiría un subcampeonato de liga. Sus dos últimos años como profesional los jugaría en la liga portuguesa y en el CB Granada, en la liga LEB. 

## Trayectoria deportiva
- Cantera Sant Josep Badalona.
- Joventut Badalona. Categorías inferiores.
- 1987-88 Joventut de Badalona.
- 1988-94  Magia de Huesca.
- 1994-98 CB Sevilla.
- 1998-99  IC Illiabum.
- 1999-00 CB Granada.

## Palmarés
- 1989 Campeonato del Mundo sub-22. Selección de España sub-22 ?B?. Andorra (Teruel). Medalla de Bronce.
- 1995-96 ACB. Caja San Fernando. Subcampeón.